# Fiat Panda (2003)
La seconda generazione della Fiat Panda, un'autovettura superutilitaria della casa automobilistica italiana FIAT, è stata prodotta dal 2003 al 2012. Erede della prima serie uscita nel 1980, rispetto alla progenitrice ha abbandonato la carrozzeria compatta a 3 porte per adottare uno schema a 5 porte.
Nel 2012 viene affiancata dal nuovo modello, rimanendo in produzione con una gamma ridotta e con il nome di Panda Classic, per poi uscire definitivamente di produzione il 20 dicembre del medesimo anno.

## Contesto
La vettura, concepita come erede della storica Panda del 1980, venne inizialmente presentata al salone dell'automobile di Ginevra del 2003 sotto la denominazione di Fiat Gingo. Tuttavia, tale appellativo generò presto varie problematiche: da un lato la stretta assonanza con il nome di un'altra vettura, peraltro diretta concorrente nello stesso segmento, ovvero la Renault Twingo, fece sì che la casa francese diffidasse pubblicamente quella italiana dall'utilizzo, paventando altresì l'ipotesi di agire per vie legali qualora non fosse stato ritirato; dall'altro, nelle settimane seguenti l'anteprima ginevrina, sia gli addetti ai lavori sia l'opinione pubblica accolsero con molte perplessità il ricorso al nome Gingo, che era sì accattivante ma senza una storia alle spalle, al posto di Panda, un marchio che nei decenni si era costruito un'accreditata fama in ambito automobilistico, portandosi dietro una grande forza di penetrazione sul pubblico nonché divenuto garanzia stessa per il modello.
A fronte di ciò, ad appena un mese dal debutto sui mercati, Fiat Auto fece frettolosamente marcia indietro e riprese il nome della vettura appena uscita di produzione dopo ventitré anni di carriera, divenendone di fatto la seconda serie. Nota come Progetto 169, è stata venduta in Italia a partire dall'autunno del 2003. Complessivamente la casa torinese investì la somma di 560 milioni di euro per la progettazione e l'industrializzazione della vettura.

### Caratteristiche

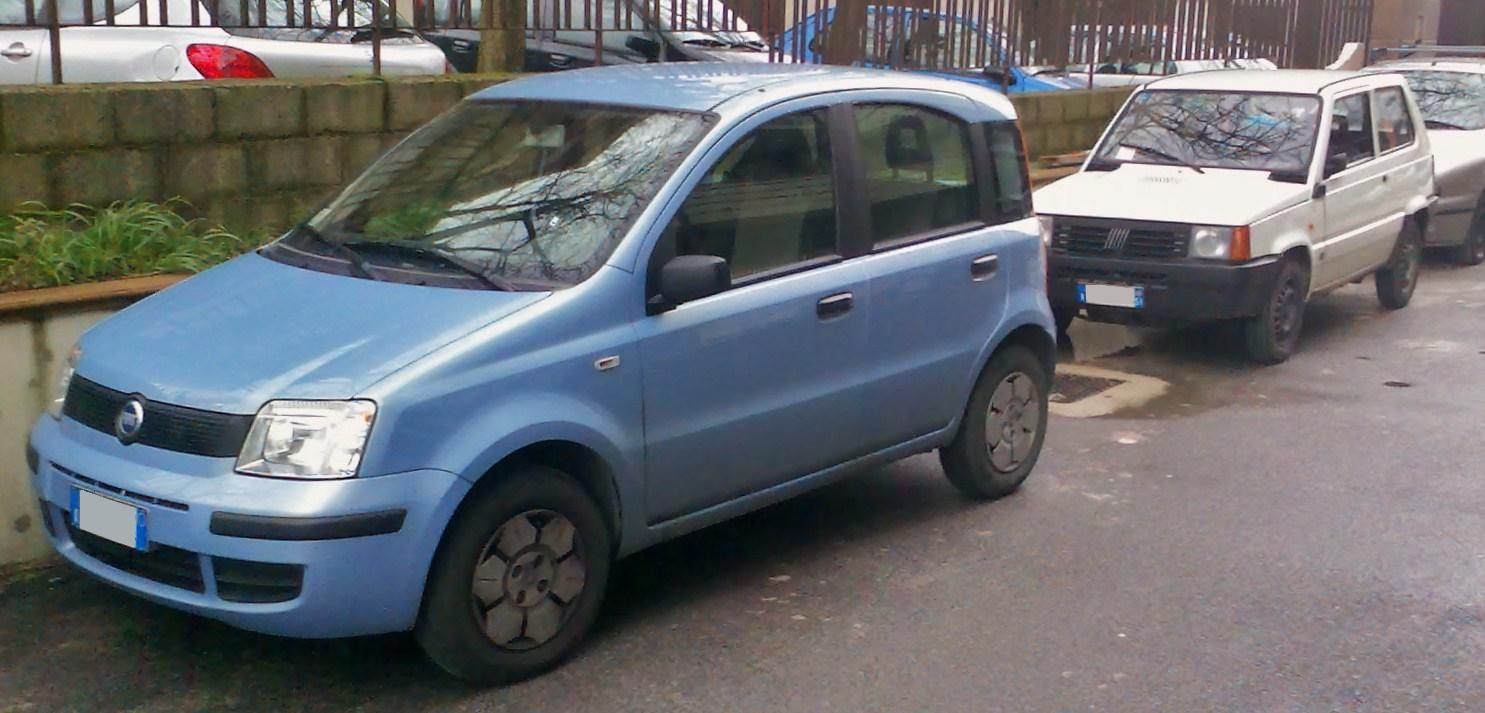
Raffronto tra prima e seconda serie della Panda

Le principali differenze con il modello originario sono nella carrozzeria: pur mantenendo gli ingombri di una superutilitaria, la seconda serie della Panda passa da 3 a 5 porte, in modo da garantire la massima flessibilità interna, ed eredita un'architettura che la fa assomigliare a una piccola monovolume. Questa si pone sul mercato non più come una vettura semplice e spartana, ma come auto pratica, giovanile e di tendenza grazie a numerosi accessori e optional per la personalizzazione degli interni ed esterni. La Panda infatti dispone dei più moderni e diffusi dispositivi di sicurezza (come ABS, airbag frontali, laterali e a tendina), controllo elettronico della stabilità ESP, servosterzo, climatizzatore manuale oppure automatico monozona con schermi LCD, filtro antiparticolato abbinato alle motorizzazioni turbodiesel e il navigatore satellitare dotato di schermo a cristalli liquidi a colori, impensabili sulla versione nata nel 1980 dalla matita di Giugiaro. Le sospensioni anteriori sono configurate secondo lo schema MacPherson, mentre al retrotreno troviamo il ponte torcente, soluzioni semplici, economiche e affidabili.
La linea – frutto della proposta di un designer esterno, Giuliano Biasio di Bertone, e supervisionata da Humberto Rodriguez, responsabile del Centro Stile Fiat – si sviluppa su una lunghezza di 3,54 metri, ideale per affrontare le strade cittadine, grazie anche al ridotto raggio di sterzata e all'aiuto del servosterzo elettrico (dotato della funzione City, che lo rende ancora più efficace e leggero durante le manovre più delicate). Questo, insieme a consumi limitati, a una buona abitabilità per quattro persone (grazie a un'altezza di 1,54 metri) e ai prezzi di listino non molto elevati, hanno decretato il successo per la seconda serie dell'utilitaria italiana.
I limiti della Panda vanno cercati nella ridotta autonomia del serbatoio (che varia dai 30 ai 35 litri di capienza) e nel bagagliaio di modesta capienza (da 206 a 860 litri col divano posteriore fisso, da 176 a 786 litri col divano posteriore scorrevole). Tutto ciò non ha impedito comunque alla vettura di essere nominata auto dell'anno 2004.
Sottoposta ai crash test Euro NCAP la Panda ha totalizzato il punteggio complessivo di 3 stelle. Pur dotata di un'ottima cellula di sopravvivenza che ha resistito sia all'impatto frontale che a quello laterale, l'assenza dell'airbag lato passeggero e di quelli laterali hanno penalizzato il giudizio complessivo; le sollecitazioni trasmesse ai manichini nell'impatto laterale hanno raggiunto forze troppo elevate nella zona delle spalle.

### Allestimenti

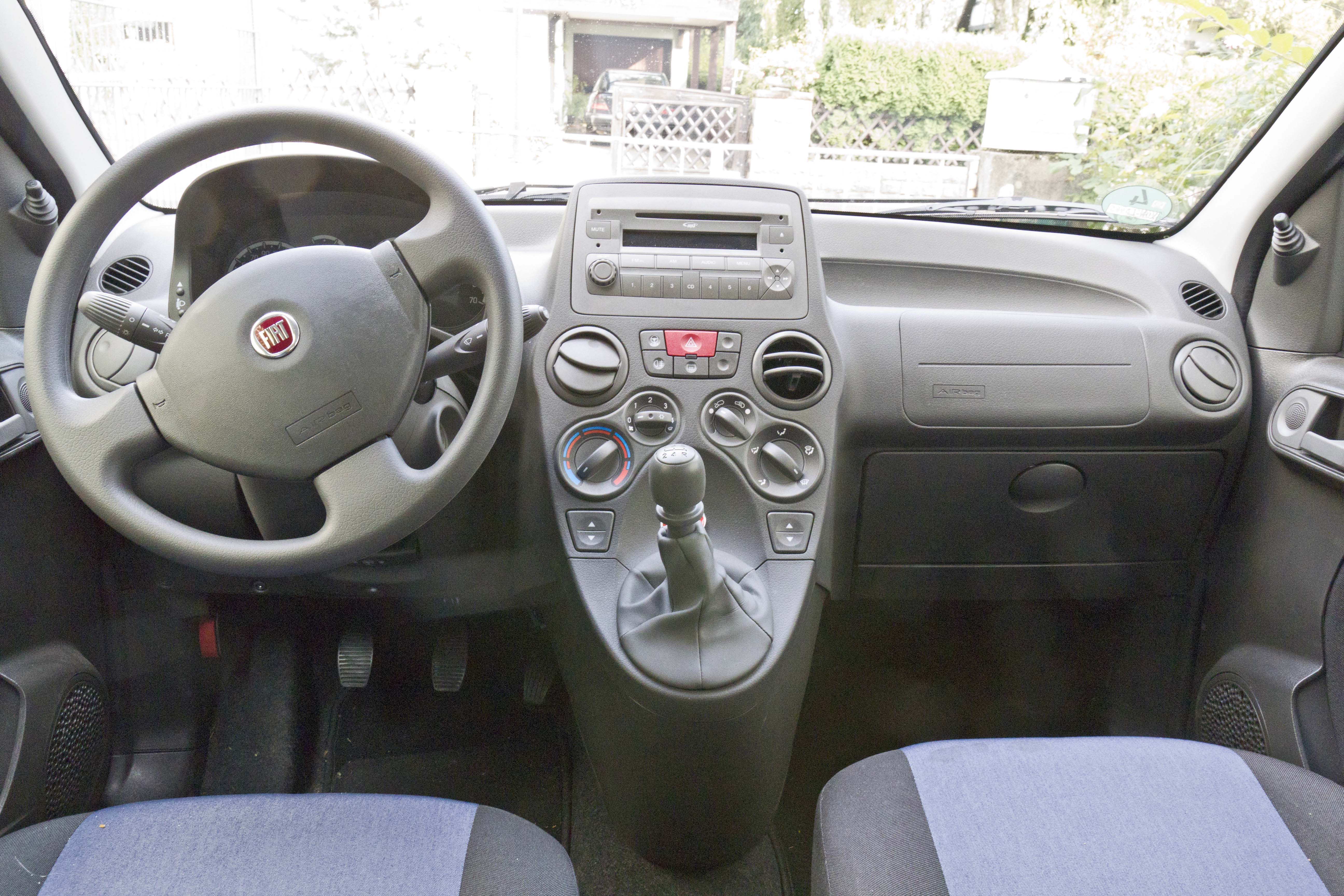
Interni

In Italia la Panda è stata proposta in 4 livelli di rifinitura principali denominati Actual e Active (entrambi con motore 1108 cc a benzina da 54 CV) Dynamic ed Emotion (entrambi con il motore 1242 da 60 CV a benzina ma anche con il 1.3 Multijet diesel). A questi nel corso del tempo si sono aggiunte varie versioni come le FreeRide, le Mamy o le Alessi prodotte in numero limitato di esemplari. Le 4x4 invece sono disponibili in due livelli di allestimenti (base e Climbing) oltre le versioni speciali in edizione limitata. L'allestimento Dynamic, comprendente servosterzo, chiusura centralizzata, ABS con EBD, vetri elettrici anteriori doppio airbag, cerchi in acciaio da 155/13", poggiatesta schiumati anteriori. Allestimento Emotion con ABS con EBD, servosterzo dual drive, climatizzatore automatico con filtro antipolline, barre portatutto, chiusura centralizzata con telecomando, vetri elettrici anteriori, cerchi in lega con pneumatici maggiorati 165-65/14, fendinebbia, doppio airbag, poggiatesta anteriori e posteriori rivestiti in tessuto, computer di bordo multifunzionale e riconfigurabile, autoradio Blaupunkt con CD MP3, pannelli porta posteriori rivestiti in tessuto, tasche su retroschienale, apertura elettrica portellone posteriore, specchietti a regolazione elettrica.

### Produzione
La produzione della Panda 169 è iniziata dal 5 maggio 2003 presso gli stabilimenti polacchi di Tychy di proprietà FIAT, dove vengono assemblate anche la 500 e la seconda generazione della Ford Ka (le quali sfruttano la stessa piattaforma della Panda), oltre alla Seicento. La produzione nel 2003 raggiunse gli 83.046 esemplari per salire a 206.638 esemplari nel 2004 e 214.478 autovetture nel 2005. L'apice del successo fu registrato nel 2006 con 262.178 Panda prodotte. Il 5 settembre 2007 è stato prodotto il milionesimo esemplare della seconda generazione di Panda per concludere l'anno con 260.695 vetture. Durante il 2008, 247.131 vetture uscirono dagli stabilimenti mentre il 21 luglio 2009 è stato prodotto l'esemplare numero 1.500.000 (una 1.3 Emotion di colore blu con motore Multijet) destinato a un cliente italiano. Compresa la prima generazione la Fiat ha prodotto oltre 6.000.000 di Panda dal 1980.
La produzione della seconda serie della Panda termina il 20 dicembre 2012.

### Aggiornamenti

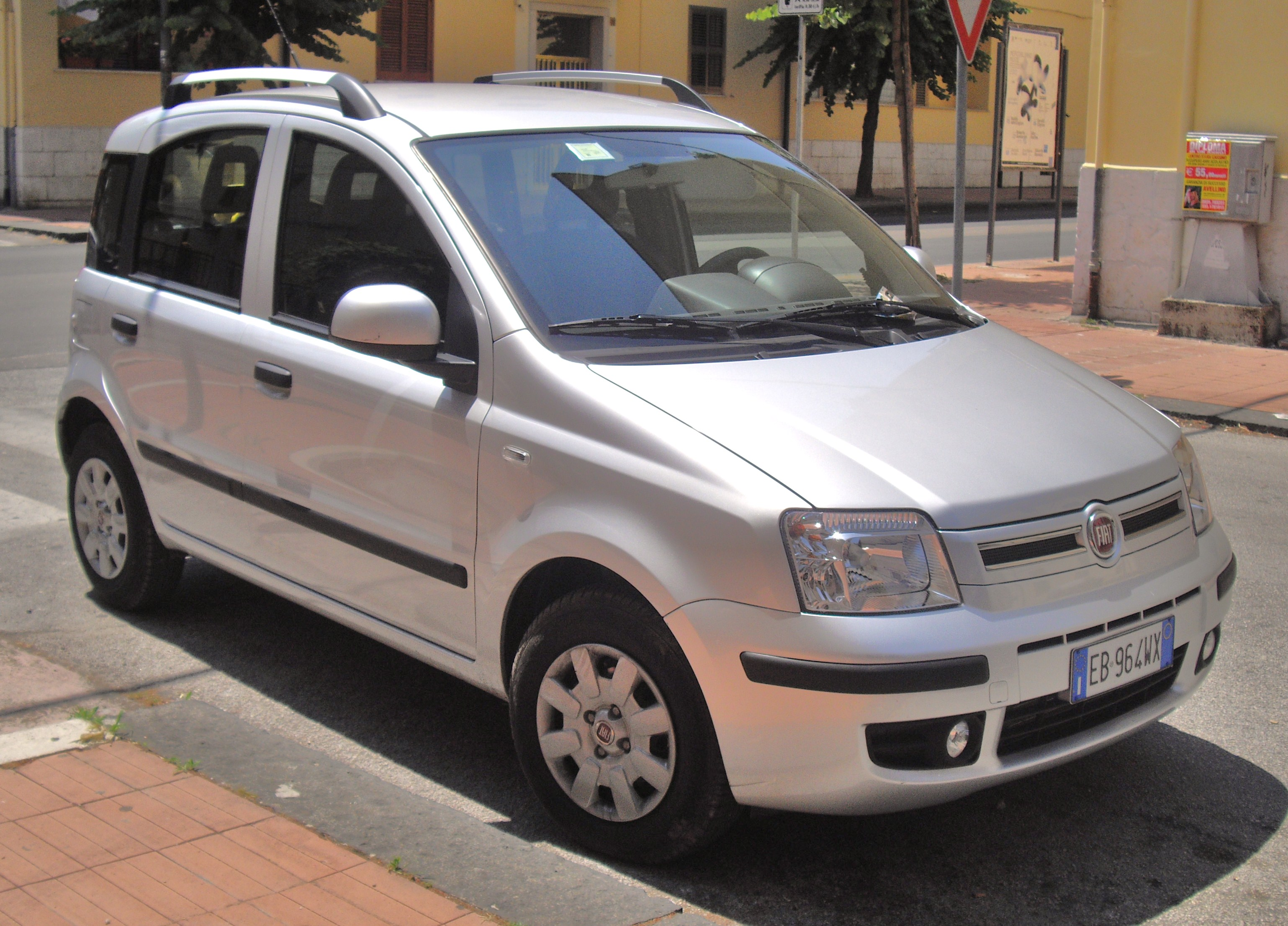
Panda facelift 2009

Un leggero facelift venne effettuato nel novembre del 2006, in contemporanea all'uscita delle nuove versioni Natural Power e 100HP. Le novità sono limitate a inedite colorazioni per la carrozzeria, plancia di colore nero e nuovi rivestimenti per i sedili.
A ottobre 2009, FIAT ha presentato un ulteriore facelift con ritocchi sia alla carrozzeria che agli interni. All'esterno le novità introdotte sono i nuovi colori per la carrozzeria, nuove barre portapacchi con parte centrale argento satinata e specchi retrovisori di dimensioni maggiori (nel colore della carrozzeria, come la mascherina, per gli allestimenti Dynamic, Emotion, Climbing, Cross e Glam). All'interno modifiche alla grafica della strumentazione, nuovi tessuti ed è introdotto il sistema che segnala l'allacciamento della cintura di sicurezza. Per quanto riguarda i motori è da segnalare l'arrivo del 1.2 benzina potenziato a 69 cavalli e omologato Euro 5 che secondo la casa emette solo 113 grammi di anidride carbonica per chilometro.

## Altre versioni
La Panda, oltre che nella classica configurazione, è stata prodotta anche nelle versioni fuoristrada, sportiva, furgonetta e in numerosi allestimenti in edizione limitata.

### Panda 4x4 e 4x4 Climbing

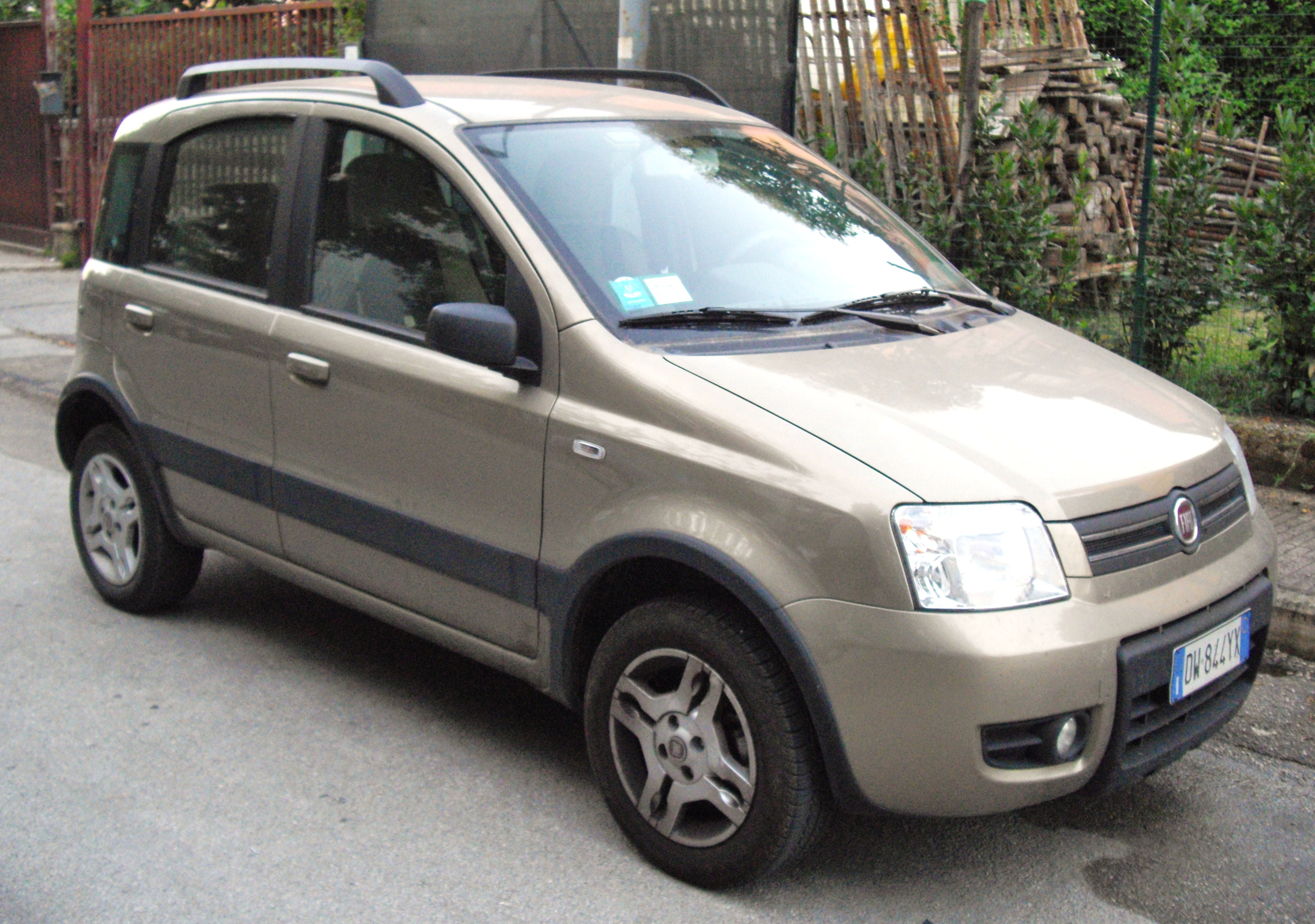
Panda 4x4

La Panda 4x4 è stata presentata nel corso del 2004 e commercializzata dal 1º ottobre dello stesso anno. Utilizza un pianale rialzato e irrobustito rispetto alla Panda normale caratterizzato dalla presenza della trazione integrale permanente con giunto viscoso, l'altezza da terra è di 160 mm (riparo sottomotore) per la 4x4 e 165 mm per la Climbing, con angolo di attacco 26° (benzina) 24 (diesel), angolo di dosso di 23° (benzina) 24 (diesel), per le versioni 4x4 si hanno: angolo di fuga 45° (benzina) 42 (diesel), la pendenza massima superabile per il modello a benzina è del 50% (partenza dalla pendenza) 60% (partenza dal piano), mentre per il modello diesel la pendenza superabile è maggiore rispettivamente del 55% e 65%. Grazie a tale giunto viscoso (completamente meccanico), in condizioni normali la trazione è distribuita quasi completamente sulle ruote anteriori (solo il 2% alle ruote posteriori), mentre in caso di perdita di aderenza di queste ultime, in pochi secondi e senza alcun intervento manuale si inserirà la trazione integrale. Il telaio è stato rivisto nella zona posteriore con sospensioni a ruote indipendenti configurate secondo lo schema a bracci tirati al fine di consentire l'alloggiamento della componentistica della trazione integrale. La carrozzeria conserva le medesime forme del modello principale ma è stata rivista nei paraurti, rinforzati e dotati di scudi paracolpi non verniciati in grado di donare un tipico aspetto da fuoristrada. La Panda 4x4 è disponibile con due motori: il 1.2 da 60 cavalli abbinata a una trasmissione manuale a 5 rapporti (con rapportatura 1°: 3,909
2°: 2,158
3°: 1,345
4°: 0,974
5°: 0,744
Differenziale: 4,923) e la 1.3 Multijet diesel, che è stata introdotta solo sul finire del 2005 ma ha collaborato a un netto incremento delle vendite e che a livello di trasmissione si differenzia dalla versione benzina per un rapporto di riduzione al differenziale pari a 4,062:1.
Viene prodotta in due allestimenti, base e Climbing, dove la versione base che presenta una dotazione decisamente povera composta da alzacristalli elettrici, servosterzo, volante regolabile in altezza, cerchi in acciaio privi di copricerchi, paraurti non verniciati e doppio airbag; mentre la Climbing (allestimento di punta) invece aggiunge i paraurti verniciati dotati di scudi, copricerchi o cerchi in lega (sulle versioni Multijet), protezioni laterali e posteriori.
Tra gli optional risultano il tetto apribile panoramico in vetro Skydome, e il controllo elettronico della stabilità e della trazione abbinato al sistema ELD di bloccaggio, tramite impianto frenante dei differenziali agli assi e attivazione del bloccaggio centrale (se presente l'Haldex). La Panda 4x4 è alta 1,63 metri mentre le versioni Climbing sono leggermente più lunghe (3,57 metri contro i 3,54 originari). La Panda 4x4 è stato il fuoristrada più venduto in Italia durante gli anni 2006, 2007 e 2008. A luglio 2008 il giunto viscoso è stato sostituito dal giunto elettroidraulico (Haldex), questi giunti permettono un trasferimento della coppia al retrotreno che va dal 10 al 100%.

### Panda Cross

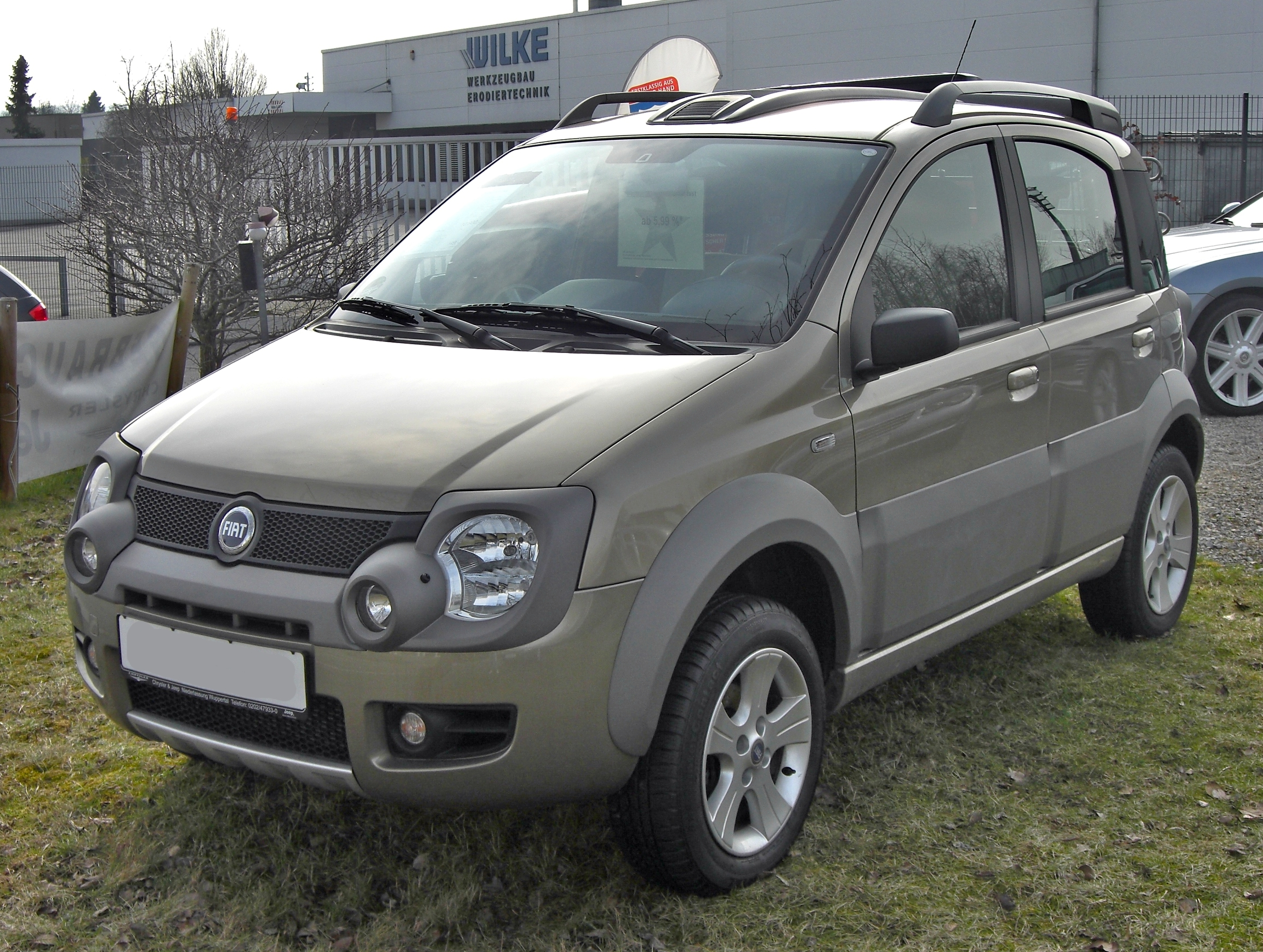
Panda Cross

Presentata durante l'edizione 2005 del Motor Show di Bologna, la Panda Cross è stata anticipata dal concept Fiat Simba e costituisce la risposta della casa torinese alla notevole crescita del mercato degli Sport Utility Vehicle. Basata sul telaio della Panda 4x4 (di cui riprende la meccanica), la Cross è caratterizzata da un frontale completamente inedito con paraurti ridisegnati e nuovi fari circolari e una la coda presenta protezioni non verniciate nei paraurti e le nuove luci di forma circolare. L'unico motore disponibile è il 1.3 Multijet da 69 cavalli mentre la trazione è integrale. La dotazione di serie comprende il sistema ESP ed ELD, clima manuale e cerchi in lega, ma non è possibile omologare la vettura per 5 posti, a differenza delle versioni base.

### Panda 100HP

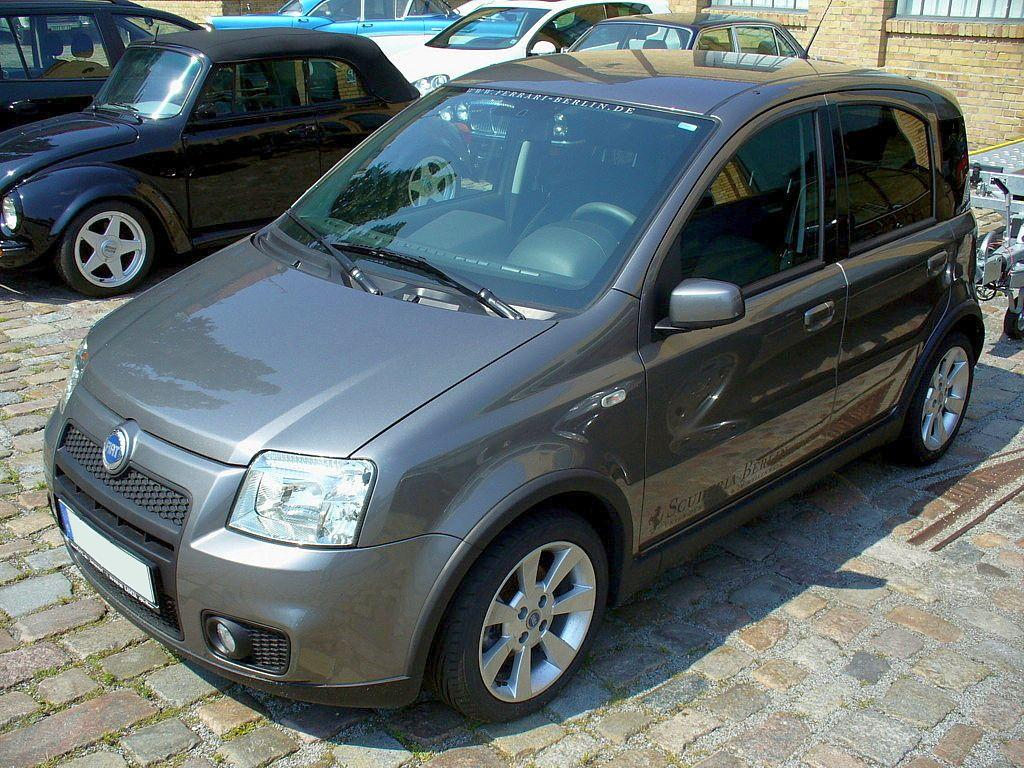
Panda 100 HP

A fine 2006 è stata presentata la Panda 100HP, una piccola sportiva che rievoca la tradizione italiana sportiva applicata alle piccole autovetture quali le Mini De Tomaso e Autobianchi A112 Abarth. È una versione leggermente ribassata nell'assetto, modificata nella carrozzeria, nelle sospensioni, nella taratura dello sterzo e nell'aerodinamica. Esteticamente ha una grande griglia anteriore a nido d'ape, codolini laterali, minigonne, un esclusivo paraurti posteriore, terminale di scarico cromato. È motorizzata con il 1.4 FIRE aspirato da 16 valvole, già utilizzato dalla FIAT su altri modelli e con varie potenze: in questo caso è stato potenziato fino a erogare 100 cavalli (da cui il nome della vettura). Nell'abitacolo, contraddistinto da sedili e strumenti con un nuovo disegno più sportivo, il tasto Sport sostituisce quello City: assicura una più pronta risposta dell'acceleratore e uno sterzo più pesante e sincero, per assicurare una guida sportiva e divertente su strada.
L'auto pesa 975 kg, ha quattro freni a disco, un cambio a 6 marce (con rapportatura:
- 1°: 3,545
- 2°: 2,158
- 3°: 1,480
- 4°: 1,121
- 5°: 0,921
- 6°: 0,766
- RM: 3,818

Differenziale: 4,071) e monta cerchi in lega da 15 pollici; così equipaggiata, l'auto passa da 0 a 100 orari in 9,5 secondi e raggiunge la ragguardevole velocità di 185 km/h. Optional, il pacchetto Pandemonio, che includeva pinze dei freni di colore rosso, strisce laterali bianche adesive (oppure rosse nel caso della carrozzeria bianca), le calotte degli specchietti retrovisori satinate e i cerchi di tipo chrome shadow.

### Panda Van

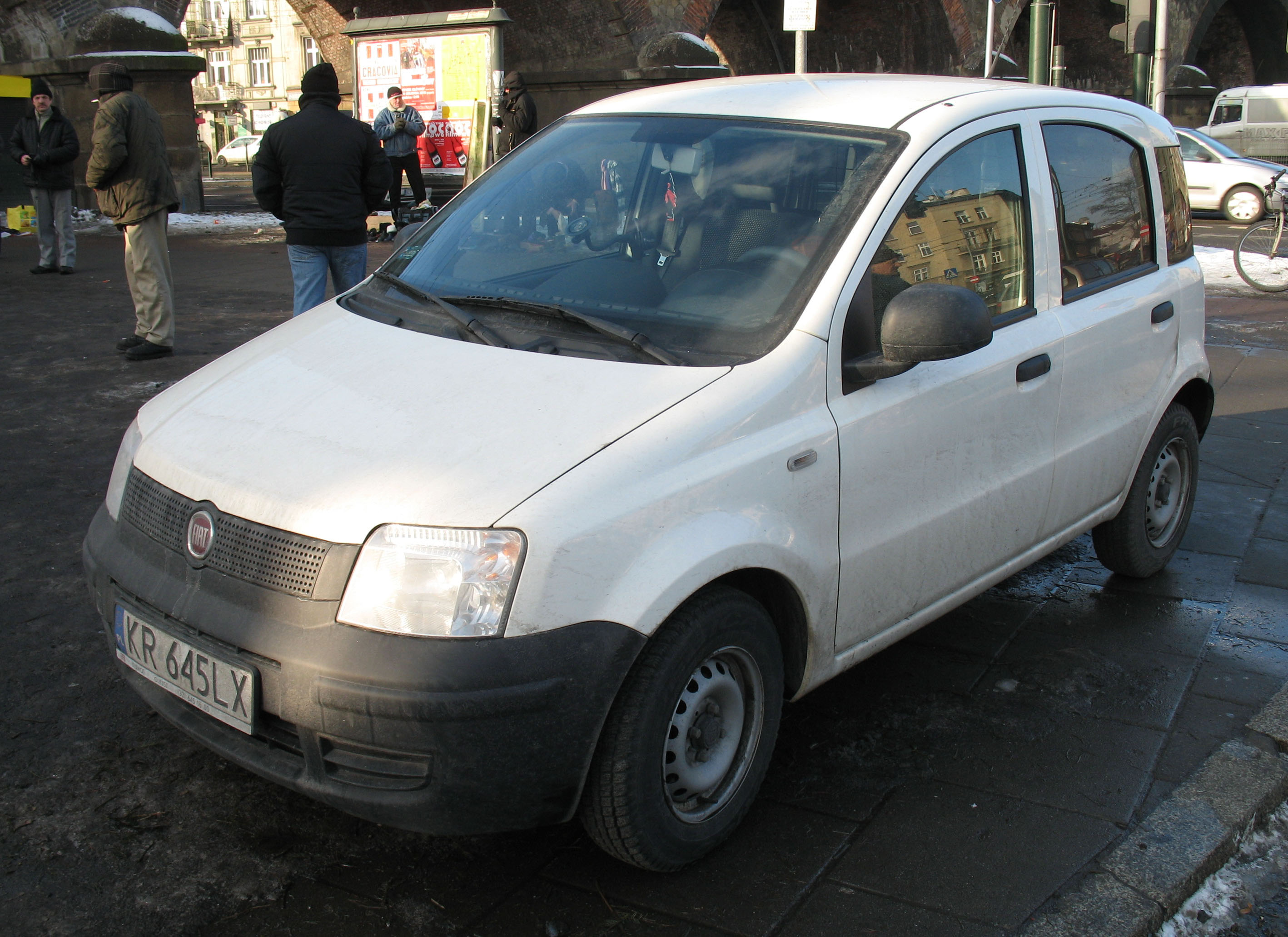
Panda Van

Una versione furgonetta per trasporto di merci venne introdotta pochi mesi dopo il lancio. La Panda Van offre una capacità di carico pari a 1.000 litri di volume e 505 kg di portata. Il vano di carico presenta ganci di trattenimento e per le versioni 2 posti è presente una paratia bivalente (in lamiera nella parte inferiore, in rete metallica quella superiore). La Panda Van è disponibile con le motorizzazioni a benzina 1.1 e 1.2 FIRE e con il 1.3 Multijet diesel.

### Versioni speciali
Presentata in contemporanea al lancio ginevrino nel 2003 dell'autovettura la Panda Marrakech era un prototipo che adottava la meccanica della versione a trazione integrale ma presentava una carrozzeria cabriolet riconducibile a una sorta di Dune Buggy, tipo di vettura molto in voga negli anni 1970. Verniciata di giallo la Marrakech non possedeva ne una capote ne le portiere sostituite da una tubatura in acciaio che funge anche da roll-bar. Il cambio era il robotizzato Dualogic mentre l'interno era equipaggiato con airbag frontali e navigatore satellitare. La fanaleria specifica non è mai stata adottata dalla vettura originale.
Per pochi mesi del 2006 la Panda è stata prodotta nell'allestimento FreeRide caratterizzato dalla presenza di serie del controllo di stabilità ESP. Inoltre offre di serie anche l'autoradio con lettore Cd e file MP3, il climatizzatore manuale, lo specchio di cortesia sulla pantina del guidatore e le fasce paracolpi laterali. Due le motorizzazioni disponibili: 1.2 da 60 CV e 1.3 Multijet da 70 CV.
La Panda Bigusto aveva come peculiarità gli interni bicolore e la carrozzeria verniciata in due colorazioni: rosso e blu oppure un secondo esemplare nero e blu, entrambe però non sono mai entrate in produzione e sono rimaste allo stadio di concept car.

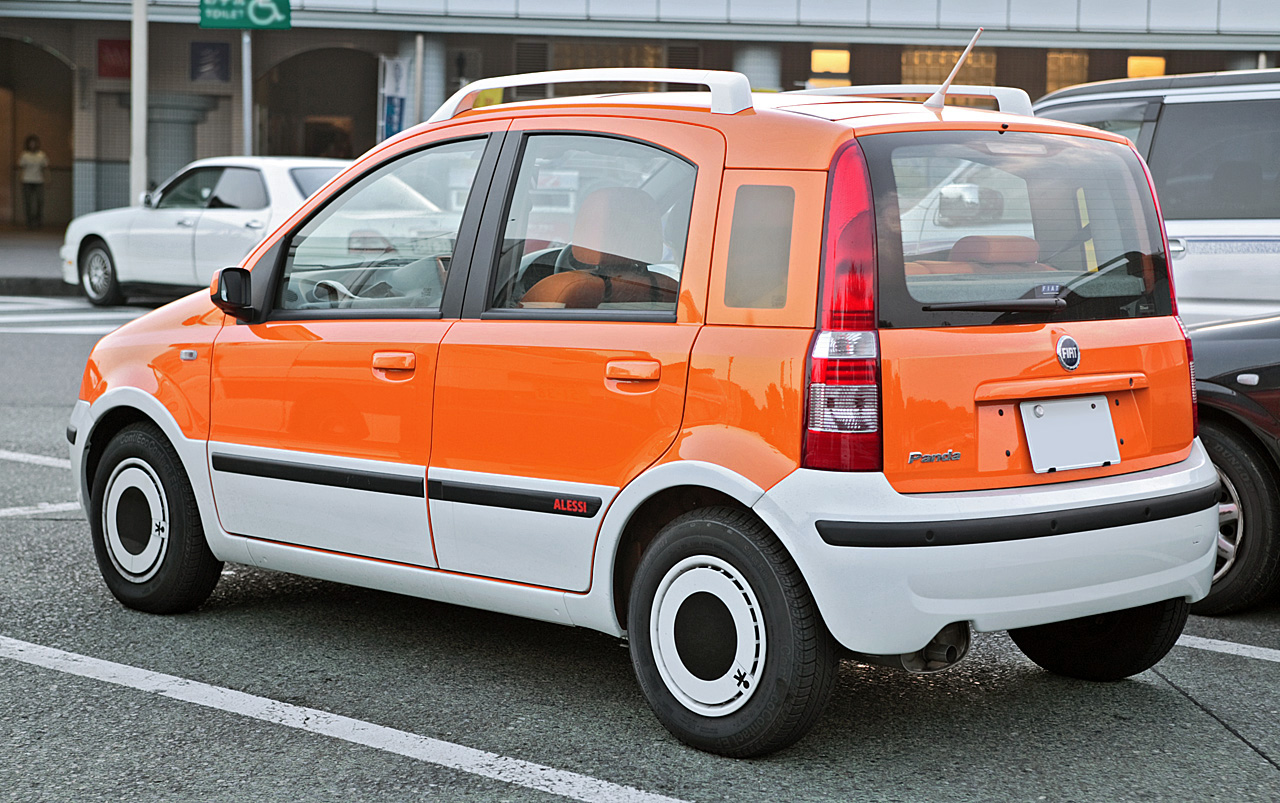
Panda Alessi

La Panda Alessi, realizzata in collaborazione con l'omonima azienda piemontese produttrice di utensili per la casa, è stata esposta nel 2004 come show car per essere prodotta dal 2006 al 2009 in pochi esemplari. Le caratterizzazioni estetiche sono però limitate e volte soprattutto a sottolineare il carattere già originale e sbarazzino della Panda. Spiccano i paraurti e i fascioni laterali bianchi a contrasto con la tinta della carrozzeria che può essere a scelta di color “arancio narciso”, “verde tagliente” o “nero cattivo”. Altri elementi distintivi sono i badge Alessi – una specie di omino stilizzato – nonché i cerchi color bianco-nero. L'abitacolo si caratterizza per una specifica serigrafia della strumentazione oltre che per il tessuto che riveste i sedili di colore arancione o verde. Il tunnel centrale incorpora invece un vano di forma rotonda e un supporto portacellulare in silicone. Una sola motorizzazione, il 1.2 a benzina da 60 cavalli. La dotazione di serie comprende ABS, doppio airbag, servosterzo elettrico, autoradio con lettore cd e connettività Bluetooth per il cellulare.
Presentata al Salone dell'auto di Ginevra del 2005 la Panda Swiss era un esercizio di stile realizzato sulla base della Panda 4x4 e caratterizzato dalla verniciatura rossa con una striscia bianca che percorre la parte centrale della carrozzeria volutamente ispirata alla bandiera della Svizzera. Le barre sul tetto e le maniglie delle portiere erano cromate mentre le protezioni laterali erano verniciate in argento. Al di sotto dei proiettori laterali di direzioni era applicata un adesivo a forma di croce bianca che imita l'omonima croce presenta sulla bandiera dello stato svizzero.
La Panda Jolly è stata prodotta in un numero limitato di esemplari dal 2006. Caratterizzata dalla carrozzeria cabriolet priva di sportelli è rimasta un'esclusiva destinata alle principali isole italiane per il trasporto dei vip sul lungomare. Oltre ai cerchi in lega specifici e alla verniciatura celeste metallizzato possedeva rivestimenti interni in materiale Rope utilizzato dalle barche a vela. È stata prodotta dalla Stola.
Panda Mamy è un allestimento abbinato alla versione Dynamic ma con i cerchi in lega da 14 pollici specifici della "Emotion". Dedicata alle mamme inglesi viene venduta in Italia solo dalla fine del 2008 dopo il debutto in Gran Bretagna avvenuto nel luglio dello stesso anno. Tra le caratteristiche c'è una serie di accessori qualificanti, soprattutto in termini di uso della vettura "in sicurezza", e alcuni allestimenti interni che facilitano la vita a bordo dei più piccoli (e, di conseguenza, di chi è alla guida). Tra essi gli attacchi Isofix per i seggiolini, lo specchietto retrovisore per il controllo del divano posteriore dal posto guida, l'ESP di serie, fino a specifici sedili le cui pettorine, sfilabili e lavabili, sono simpaticamente personalizzate, e a prova di "pedate" dei piccoli passeggeri. Completano l'allestimento i tappetini personalizzati, il gancio portaborse nel bagagliaio e cinque colori di carrozzeria: i "classici" Arancio Narciso, Nero Provocatore, Grigio Sfrenato e Grigio Perbene e l'inedito Mirtillo Monello. Disponibile con il motore a benzina 1.2, oppure in versione 1.2 Natural Power.
La Panda Terramare è un prototipo di auto anfibia presentato nel 2006. Dalla versione a trazione integrale sono rimasti soltanto la carrozzeria e il motore mentre sono stati aggiunti un galleggiante gonfiabile, una turbina di propulsione waterjet e numerose protezioni impermeabili nel sottoscocca. Realizzata dall'ingegnere Maurizio Zanisi la Terramare è in grado di funzionare in acqua in due modalità: Modalità Gommone con velocità massima autolimitata a 10 km/h e Modalità Overcraft con velocità massima di 50 km/h.
Nel maggio 2006 la Fiat ha presentato per il mercato tedesco la serie speciale Panda Mondiale che dispone di numerosi adesivi sul cofano con il tricolore e le fiancate che presentano loghi ispirati alla nazionale italiana di calcio. Di serie i cerchi in lega dal disegno esclusivo e i fendinebbia oltre ai terminali di scarico cromati e rifiniture degli interni specifiche. La Panda Mondiale era equipaggiata con il 1.2 FIRE da 60 cavalli e venne proposta in due sole colorazioni: nero "Darkwawe" e azzurro "Bossa Nova".

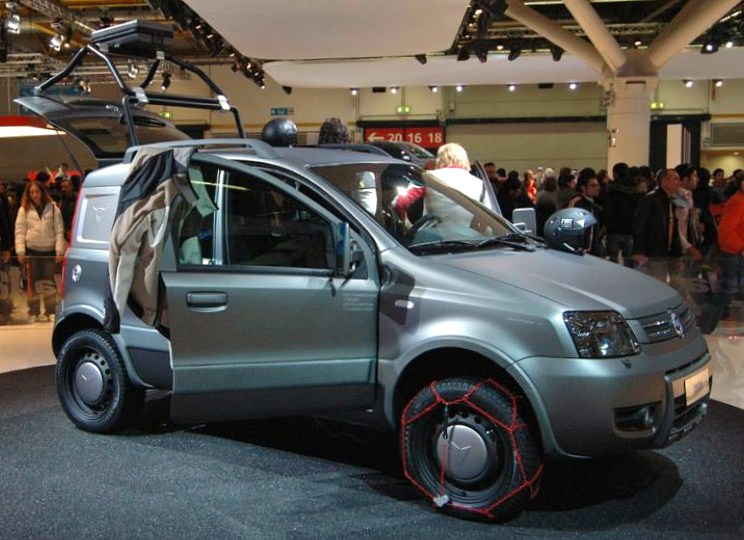
La concept Panda Tanker

Carrozzeria 3 porte e telaio della 4x4 caratterizzano la Panda Tanker realizzata in collaborazione con l'azienda di abbigliamento sportivo Dainese. Verniciatura grigio scuro e cerchi in acciaio dotati di copricerchi ridotti di acciaio dello stesso colore della carrozzeria. Esposta al Bologna Motor Show del 2006. Non è stata mai prodotta.
Una versione denominata Panda Monster basata sulla Cross è stata realizzata in collaborazione con la Ducati, infatti il nome Monster vuole evocare uno dei maggiori successi della casa motociclistica, ovvero la Ducati Monster. La trazione è integrale. I 695 esemplari prodotti sono stati prenotati poco dopo il lancio ufficiale. Panda Monster è equipaggiata con 1.3 Multijet da 70 CV e si caratterizza per una dotazione di serie full optional: dal climatizzatore automatico al sistema vivavoce Bluetooth alla radio con lettore Cd e file MP3. All'esterno il modello si contraddistingue per la “livrea nera” e per altri particolari stilistici sempre verniciati in nero: dai codolini alle modanature, dalle barre sul tetto alla presa d'aria, alle cornici dei fanali e dei proiettori. Anche i vetri posteriori, il lunotto e la terza luce sono scuri. Invece, la calandra e lo scudo dei paraurti sono in colore metallo mentre le pinze dei freni sono verniciate in tinta oro. All'interno la selleria è in pelle nera e Alcantara Starlight.
La Panda Luxury è un prototipo realizzato per Salone del Lusso di Verona nel 2006. Derivata dalla Panda 4x4, la Luxury presenta la verniciatura in bagno d'argento, le rifiniture in metalli preziosi e brillanti (stile gioielli) grazie a dei cristalli incastonati. L'interno presenta ancora la selleria in alcantara Jewel e pelle con finitura madreperla oltre che dettagli come le plastiche in bagno d'argento. Il logo Fiat è composto da cristalli.
La Panda Rossignol è stata presentata nel gennaio del 2008. Basata sulla piattaforma della 4x4 si tratta della versione dedicata alla montagna in particolare alle località sciistiche italiane. Dalla collaborazione con la nota azienda leader nella progettazione e creazione di attrezzature da montagna, nasce una serie inedita della 4x4 torinese. All'esterno questa versione si riconosce subito dalla colorazione utilizzata per la carrozzeria e denominata “Grigio Sfrenato”, mentre all'insegna della sportività troviamo il nero lucido per i montanti e il nero opaco per le barre longitudinali sul tetto, le fasce paracolpi laterali e i codolini del parafango oltre alla mascherina anteriore con inserti cromati e bordi verniciati. Verniciato di colore rosso è invece il logo “Rossignol Pure Mountain Company”. Oltre alla buona dotazione di serie, costituita per esempio dal climatizzatore manuale e dall'autoradio con lettore CD e MP3, all'interno spicca il rivestimento tecnico di colore nero per i sedili e i pannelli porte. Questo speciale allestimento di Panda adotta sotto al cofano il motore 1.3 16v Multijet di 70 CV. Il grip sull'asfalto (o meglio, su fondi a bassa aderenza) è assicurato, oltre che dagli pneumatici Winter 185/65 su cerchi da 14 pollici, anche e soprattutto dalla trazione integrale permanente – con giunto viscoso e due differenziali. Di serie l'attacco per trasportare fino a tre paia di sci oppure fino a due snowboard. È stata prodotta in 200 esemplari.
Presentata il 15 novembre del 2008 la Panda 4x4 Glam è la variante più lussuosa ed elegante della gamma a trazione integrale. Infatti non concede molto spazio all'off-road "estremo", la carrozzeria è in un elegante Bianco Perlato, e nello stesso colore sono anche gli specchietti esterni, le maniglie delle porte e il "maniglione" posteriore. Le barre portatutto superiori sono invece verniciate con effetto alluminio. Completano la personalizzazione esterna anche i cerchi in lega a 5 razze da 15 pollici, dal tono “sportiveggiante”. Anche all'interno ritroviamo una certa ricercatezza, con l'impiego di un tessuto scuro a “effetto Jeans” nei sedili e di un tessuto nero per i pannelli porta; il pomello del cambio è specifico per questa versione, come pure le bocchette del climatizzatore con incorniciatura cromata.
Quanto alle motorizzazioni, sono previsti i consueti 1.2 benzina da 60 CV e il 1.3 Multijet da 70 CV.
La casa d'abbigliamento Aznom ha presentato il 25 giugno 2009 presso il proprio showroom la Panda Valgrisa realizzata partendo dalla Panda 4x4 Climbing 1.3 Multijet (la quale ne conserva la meccanica). Costituisce una variante di lusso prodotta su richiesta dalla Aznom. caratterizzata dagli interni completamente rivestiti in legno e dalle rifiniture dei pannelli porta realizzate in pelle e lana Rossett. La carrozzeria presenta le ruote in lega da 14 pollici e le modanature in plastica e i gusci degli specchi retrovisori verniciate seguendo l'effetto del legno.
La Panda 4x4 Adventure è stata presentata il 7 luglio del 2009 in Italia, ed è un omaggio alla vecchia Panda 4x4 Sisley, la versione più adatta all'off-road della prima generazione di Panda. È caratterizzata dalla verniciatura verde con paraurti verniciati in tinta, scudi centrali grigi, fari bruniti e cristalli oscurati. Lo spirito avventuroso ed essenziale di questa versione è sottolineato dal nero opaco dei montanti, dei mancorrenti sul tetto, delle fasce paracolpi laterali, dei codolini del parafango e della cornice fari posteriori. La vocazione fuoristradistica si esprime anche nei cerchi da 14" in lamiera verniciata (grigio scuro) con pneumatici 165/70 M+S. Questa filosofia si ritrova anche nell'abitacolo, dove i rivestimenti con tessuto tecnico nero anti-strappo e lavabile si abbinano ai tappetini in gomma, lavabili con facilità; il resto degli interni rispecchia quanto già offerto sulle altre Panda 4x4. Questa versione è spinta da un propulsore a benzina 1.2 da 60 CV o il diesel 1.3 Multijet 16V da 70 CV, accoppiati a una trazione integrale a inserimento automatico con giunto elettroidraulico. La portata utile, come sulle altre Panda 4x4, è di 445 chilogrammi mentre il vano di carico posteriore può arrivare fino a un volume massimo di 1.000 litri (come la Panda Van) richiedendo la configurazione opzionale dotata dei soli sedili anteriori. Le sospensioni sono state rinforzate in vista dell'utilizzo più intenso su terreni difficili. Prestazioni, consumi ed emissioni rimangono invariate rispetto a quelle delle altre Panda integrali.
Nel luglio del 2010 la Fiat pone in vendita la speciale Panda Anniversary, versione che celebra i 30 anni del modello Panda. La Anniversary viene equipaggiata con il motore 1.1 FIRE otto valvole e viene realizzata partendo dalla dotazione della versione Active Eco. Si distingue per gli interni in tessuto in jeans nero – fino a quel momento disponibili solamente sulla Panda 4x4 Glam – e nello stile esterno dall'applicazione sui montanti centrali e posteriori di “liner” opachi. È disponibile in tre tinte: "rosso sfrontato", "bianco bianco" e "giallo ottimista". Invariata l'estetica dell'auto.

## Le Panda ecologiche
Nel corso degli anni sono state presentate numerose versioni della Panda a basso impatto ambientale.

### Panda Natural Power

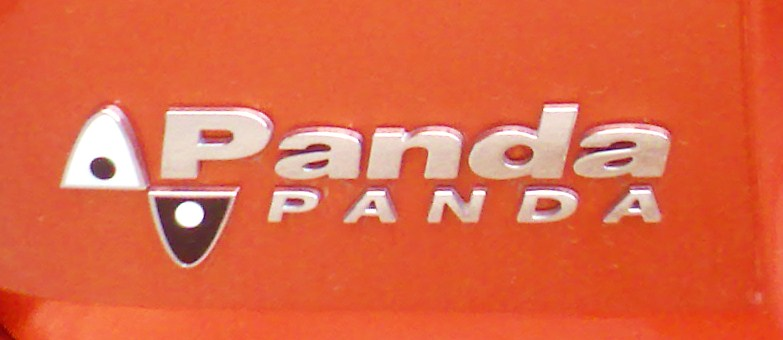
Logo della "Panda Panda" Natural Power

Presentata contemporaneamente alla sportiva 100 HP, la Panda Natural Power, definita anche Panda Panda, costituisce la versione ecologica alimentata a gas metano, dotata del 1.2 FIRE da 60 cavalli (in modalità a metano ne perde 8 erogandone 52). Sviluppata sulla base della Panda 4x4 (senza albero di trasmissione e differenziale posteriore, per far spazio alle due bombole), vanta bassi consumi e limitati costi di gestione: è dotata di due bombole per una capacità totale di circa 13,1 kg di metano, e un serbatoio da 30 litri di benzina. La velocità massima registrata corrisponde a 140 km/h nel funzionamento a metano e di 148 km/h nel funzionamento a benzina. Il consumo medio dichiarato è di 4,8 kg di metano per 100 km oppure 6,2 litri di benzina per 100 km. È disponibile negli allestimenti Dynamic, Climbing (caratterizzata dall'estetica della 4x4 Climbing nonostante sia dotata delle sole due ruote motrici) e Cross (con meccanica analoga).
A fine 2010 viene pensionato il motore 1.2 FIRE sostituito dal più grande e potente motore 1.4 FIRE (lo stesso che equipaggia la Punto Evo) con otto valvole erogante 77 cavalli alimentato a benzina e 69 cavalli (perdita di 8 cavalli) nell'alimentazione a metano.

### Mes-Dea Panda Elettrica
La Mes-Dea Panda Elettrica viene progettata dall'azienda svizzera Mes-Dea e assemblata in Italia su licenza dall'azienda Atea che si occupa della trasformazione delle tradizionali Panda in veicoli a propulsione elettrica. Allestita sulla base della Panda (sia berlina che Van) a 4 posti, la versione a emissioni zero adotta un motore elettrico asincrono trifase da 15 kW continui ma con potenza massima di 30 kW con una coppia massima di 124 N·m abbinato a degli accumulatori di sodio-nickel cloruro funzionanti a caldo Zebra (Zero Emission Battery Research Activity) prodotti da MES-DEA in grado di garantire un'autonomia di 120 chilometri alla velocità costante di 90 km/h e di circa 100 chilometri nel ciclo combinato. La ricarica della batteria avviene in circa 8 ore da una tradizionale presa di corrente ma grazie a un sistema di recupero dell'energia cinetica prodotta in frenata e possibile ricaricare una piccola parte delle batterie garantendo un'autonomia costante soprattutto nel traffico cittadino. La velocità massima dell'autovettura è pari a 110 km/h autolimitata elettronicamente. L'abitacolo con quattro o due posti (quest'ultima soluzione presente per la Panda Elettrica Van) non presenta modifiche sostanziose e ospita il classico vano bagagli il cui volume rimane inalterato poiché gli accumulatori sono posizionati al di sotto del pianale.
| Caratteristiche tecniche Panda Elettrica  |                                                                                                |
| Motore                                    | Elettrico, 200/125 W, asincrono trifase, Ansaldo                                               |
| Potenza                                   | 20,4 CV, 15 kW massimo 41 CV, 30 kW                                                            |
| coppia                                    | 50 N·m, massimo 124 N·m                                                                        |
| Raffreddamento                            | Ad acqua per il motore, ad aria per le batterie                                                |
| Peso a vuoto                              | 999 kg, 498 kg all'anteriore, 501 kg al posteriore                                             |
| carico utile                              | 306 kg                                                                                         |
| Peso a pieno carico (conducente compreso) | 1305 kg                                                                                        |
| Energia a bordo                           | Batterie ZEBRA Z57-253-ML3P-76 per 19,2 kWh totali a 253 V                                     |
| Tempo di ricarica                         | 8 ore con connessione di rete a 3 kW, 230 V a 50 Hz, tramite connettore industriale monofase   |
| Autonomia                                 | tra i 120 e i 130 km                                                                           |
| Velocità massima                          | 110 km/h                                                                                       |
| Accelerazione 0–100 km/h                  | 28 secondi                                                                                     |
| Accelerazione 0–50 km/h                   | 7 secondi                                                                                      |
| Pendenza superabile a pieno carico        | 25%                                                                                            |
| Sospensioni                               | Anteriori a ruote indipendenti (MacPherson), posteriori a ruote interconnesse (ponte torcente) |
| Dimensioni                                | Lunghezza: 3538 mm, Larghezza: 1578 mm, Altezza: 1540 mm                                       |

### Panda MultiEco
La Panda MultiEco è stata presentata al Salone dell'auto di Ginevra nel 2006. Si tratta di una concept car dotata di una motorizzazione tri-fuel in grado da funzionare a benzina, metano e a idrogeno. Il motore è abbinato anche a un generatore elettrico che permette alla vettura di funzionare anche senza carburante grazie alla trasmissione robotizzata Dualogic. La carrozzeria in plastica consente di ridurre sia il peso che i consumi e le emissioni. Il coefficiente di resistenza aerodinamica è contenuto nel valore di 0,295. Le bombole di metano garantiscono un'autonomia di 350 km. Il motore 1.2 FIRE nel funzionamento a benzina è capace di 60 cavalli mentre nel funzionamento a metano eroga 52 cavalli. Le emissioni di anidride carbonica vengono ridotte dal 32 al 42%.

### Panda Aria

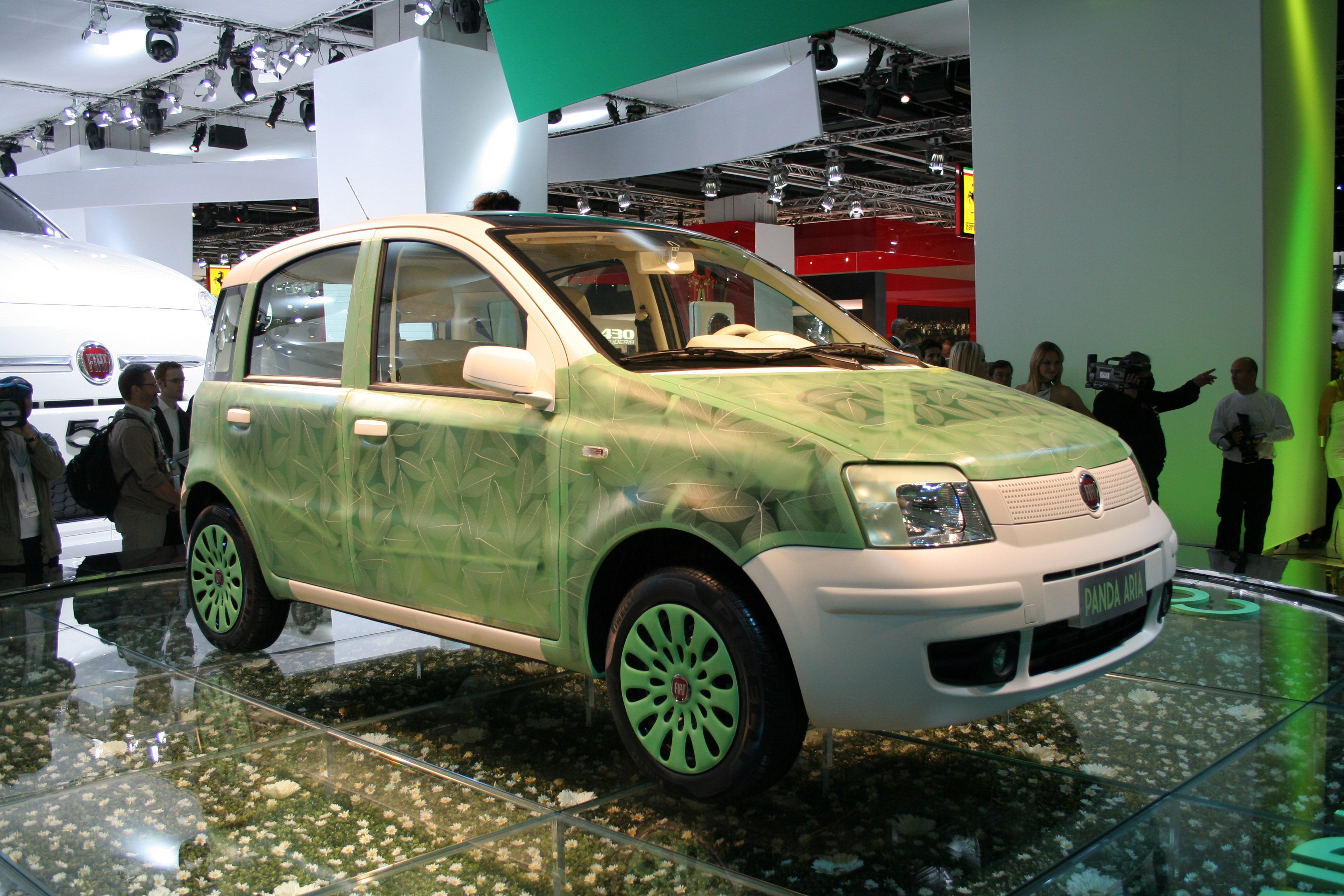
La concept car Panda Aria

Nel 2007 a Francoforte debutta la Panda Aria Concept, un'auto con un'attenzione maniacale all'ecologia con rivestimenti interni ed esterni ecocompatibili, motore da 0,9 litri bicilindrico (871 cm³) dotato di turbocompressore e iniezione Multiair alimentato a benzina o a miscela metano-idrogeno, che risulta emettere solo 69 grammi al km di anidride carbonica. La potenza di 105 cavalli viene trasmessa alle ruote motrici anteriori per mezzo di un cambio robotizzato Dualogic a 5 rapporti e del sistema Stop & Start che spegne il motore in frenata alle basse andature. Il concept anticipa soluzioni che saranno riprese dalle future compatte della casa torinese.

### Panda Hydrogen
Nel settembre 2007 è avviata la sperimentazione a Mantova del prototipo Panda Hydrogen, una vettura a emissioni zero prodotta in 3 esemplari.

### Panda Eco
Dal giugno del 2008 è in commercio la Fiat Panda Eco, versione ecologica caratterizzata da emissioni contenute. Equipaggiata con il 1.1 e il 1.2 FIRE, la vettura vanta una serie di affinamenti al propulsore, al cambio manuale con rapporti allungati e all'olio utilizzato all'interno della trasmissione che risulta meno viscoso (per produrre minor attrito). Le emissioni sono contenute in 119 grammi di CO2 emessi al chilometro nel ciclo medio.

### Panda GPL
Dal dicembre 2008 è disponibile una versione bi-fuel (benzina e GPL) grazie a un accordo fatto dalla Fiat con l'azienda leader del settore Landi Renzo. La bombola di GPL di tipo toroidale (a ciambella) è collocata nel vano della ruota di scorta ma è di serie il kit di gonfiaggio. Installata direttamente in fabbrica la capienza della bombola è pari a 31 litri.

## La Panda nelle competizioni

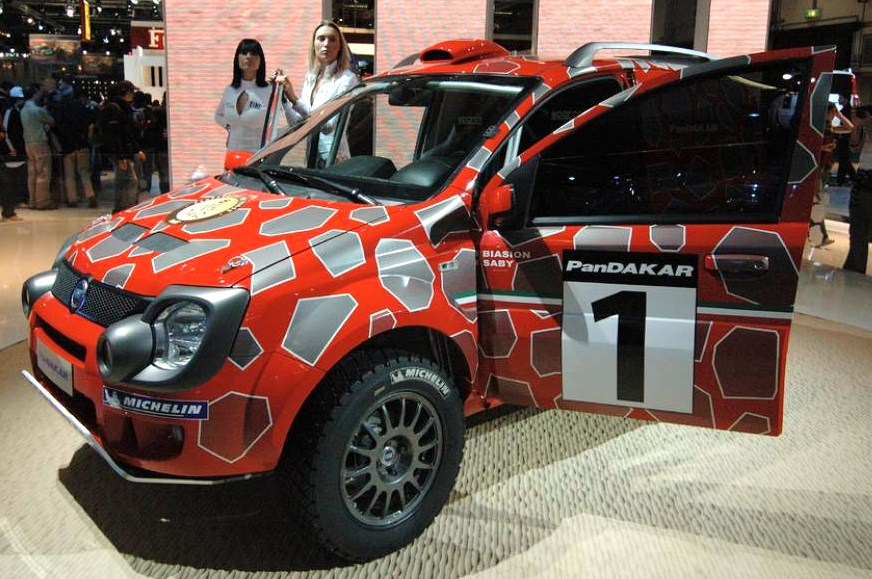
PanDakar

La Panda è anche protagonista di alcune competizioni monomarca. La Panda Rally monta il 1.2 portato a 130 cavalli di potenza, oppure il 1.4 portato a 157 cavalli. Le Panda Rally sono caratterizzate dal peso ridotto di oltre 80 kg rispetto alla versione originale, dal differenziale autobloccante di serie e dall'estetica modificata grazie all'aggiunta di spoiler anteriori e posteriori per migliorare l'aerodinamica e le prestazioni della vettura.
Nel 2007, la Panda fa il suo ingresso nel mondo del Rally Dakar con una versione 4x4, la PanDakar, con carrozzeria alleggerita e sole due porte, dotata del 1.3 Multijet portato a 105 cavalli e 160 Nm di coppia. La Pandakar presentava roll-bar, impianto di estinzione e ammortizzatori specifici, il serbatoio possiede una capacità pari a 60 litri mentre nel vano bagagli posteriore erano alloggiate le due taniche di acqua riservate ai piloti (ognuna da 5 litri) e tre ruote di scorta. A guidare una delle due auto, tra l'altro, il pilota campione di rally Miki Biasion. La prima avventura di Fiat nella Dakar si è risolta col ritiro di entrambe le PanDakar dovuto a un insabbiamento.
Nel 2017, dopo diverse partecipazioni "fallimentari", la PanDakar giunge al traguardo di Buenos Aires, raggiungendo l'obiettivo che l'equipaggio, composto da Giulio Verzeletti e Antonio Cabini, si era prefissato.

## Motorizzazioni
I motori benzina adottati fanno parte della famiglia motoristica FIRE e sono disponibili nelle cilindrate di 1.108, 1.242 e 1.368 cm³, da 54, 60 e 100 cavalli (quest'ultimo riservato alla sportiva Panda 100 HP) affiancati dal 2004 dal turbodiesel common rail 1.248 cm³ Multijet da 69 e in seguito 75 cavalli. Quest'ultima motorizzazione è stata rivista e modificata a livello elettronico, per fermarsi a una coppia massima di 145 N·m @1.500 giri/minuto, a causa dell'elevata forza trainante che avrebbe sollecitato troppo il corto cambio che equipaggia la vettura. Dal 10 settembre 2009 il 1.2 FIRE è disponibile anche in versione 69 CV con omologazione Euro 5 nelle versioni specifiche (alimentate solo a benzina e disponibili con trasmissione manuale e trazione anteriore); rimangono disponibili le versioni Euro 4.
Il cambio per tutte le versioni è un manuale a 5 rapporti ad eccezione della Panda 100 HP che dispongono del manuale a 6 rapporti e delle Panda Dualogic che abbinano un'esclusiva trasmissione robotizzata a 5 rapporti (automatico o sequenziale con funzione Eco in grado di ridurre consumi ed emissioni del 5%) denominata Dualogic.
| Modello                   | Disponibilità       | Motore                              | Cilindrata (cm³) | Potenza kW (CV) | Coppia massima N·m/rpm | Emissioni CO2 (g/km) | Acceler. 0–100 km/h | Velocità max (km/h) | Consumo (km/l) |
| ------------------------- | ------------------- | ----------------------------------- | ---------------- | --------------- | ---------------------- | -------------------- | ------------------- | ------------------- | -------------- |
| Versioni a benzina        |                     |                                     |                  |                 |                        |                      |                     |                     |                |
| 1.1 FIRE 8V               | 2003 - 2008         | 4 cilindri in linea                 | 1108             | 40 (54)         | 88/2750                | 133                  | 15"                 | 150                 | 17,6           |
| 1.1 FIRE 8V Eco           | 2008 - 10/2010      | 4 cilindri in linea                 | 1108             | 40 (54)         | 88/2750                | 119                  | 15"                 | 150                 | 20,0           |
| 1.2 FIRE 8V               | 2003 - 10/2010      | 4 cilindri in linea                 | 1242             | 44 (60)         | 102/2500               | 133                  | 14"                 | 155                 | 17,9           |
| 1.2 FIRE 8V Eco           | 2008 - 10/2010      | 4 cilindri in linea                 | 1242             | 44 (60)         | 102/2500               | 119                  | 14"                 | 155                 | 20,0           |
| 1.2 FIRE 8V Dualogic      | 2004 - 10/2010      | 4 cilindri in linea                 | 1242             | 44 (60)         | 102/2500               | 127-125              | 14"                 | 155                 | 18,5           |
| 1.2 FIRE 8V 4x4           | 2004 - 10/2010      | 4 cilindri in linea                 | 1242             | 44 (60)         | 102/2500               | 155                  | 20"                 | 145                 | 15,2           |
| 1.2 FIRE 8V Euro 5        | 2009 -              | 4 cilindri in linea                 | 1242             | 51 (69)         | 102/2500               | 113                  | 13,2"               | 162                 | 20,5           |
| 1.2 FIRE 8V 4X4 Euro5     | 10/2010 -           | 4 cilindri in linea                 | 1242             | 51 (69)         | 102/2500               | 139                  | 15"3                | 148                 | 16,6           |
| 1.4 FIRE 16V              | 2006 - 10/2010      | 4 cilindri in linea                 | 1368             | 73,5 (100)      | 131/4250               | 154                  | 9"5                 | 185                 | 15,4           |
| Versioni a gasolio        |                     |                                     |                  |                 |                        |                      |                     |                     |                |
| 1.3 Multijet 16V          | 2004 - 10/2010      | 4 cilindri in linea, Diesel         | 1248             | 51 (69)         | 145/1500               | 114                  | 13"                 | 160                 | 23,3           |
| 1.3 Multijet 16V 4x4      | 2005 - 10/2010      | 4 cilindri in linea, Diesel         | 1248             | 51 (69)         | 145/1500               | 136                  | 19" (18" Cross)     | 160 (150 Cross)     | 19,2           |
| 1.3 Multijet 16V DPF      | 2007 -              | 4 cilindri in linea, Diesel         | 1248             | 55 (75)         | 145/1500               | 113-109              | 13"                 | 165                 | 23,3           |
| 1.3 Multijet 16V DPF 4X4  | 10/2010 -           | 4 cilindri in linea, Diesel         | 1248             | 55 (75)         | 145/1500               | 128                  | 16"1                | 152                 | 20,4           |
| Versioni bi-fuel          |                     |                                     |                  |                 |                        |                      |                     |                     |                |
| 1.2 FIRE 8V Natural Power | fine 2006 - 11/2010 | 4 cilindri in linea, benzina-metano | 1242             | 38-44 (52-60)   | 102/2500               | 113                  | 17"-19"             | 148-140             | 16,1           |
| 1.2 FIRE 8V GPL           | fine 2008 - 2011    | 4 cilindri in linea, benzina-GPL    | 1242             | 44 (60)         | 102/2500               | 116                  | 14"                 | 155                 | 13,9           |
| 1.2 FIRE 8V EasyPower     | 2011 -              | 4 cilindri in linea, benzina-GPL    | 1242             | 51 (69)         | 102/3000               | 104                  | 13"2                | 160                 | 15,6           |
| 1.4 Fire 8V Natural Power | 11/2010 -           | 4 cilindri in linea, benzina-metano | 1368             | 51-57 (69-77)   | 115/2500               | 110                  | 12"8-14"9           | 163-157             | 16,7           |

## Spot
(Tagline del prodotto)
Lo spot di lancio della Panda fu caratterizzato da una speciale cover della canzone Can't Take My Eyes Off You, per l'occasione cantata da Mina. A molti degli spot successivi ha invece prestato la voce il comico Piero Chiambretti.

## Il clone cinese

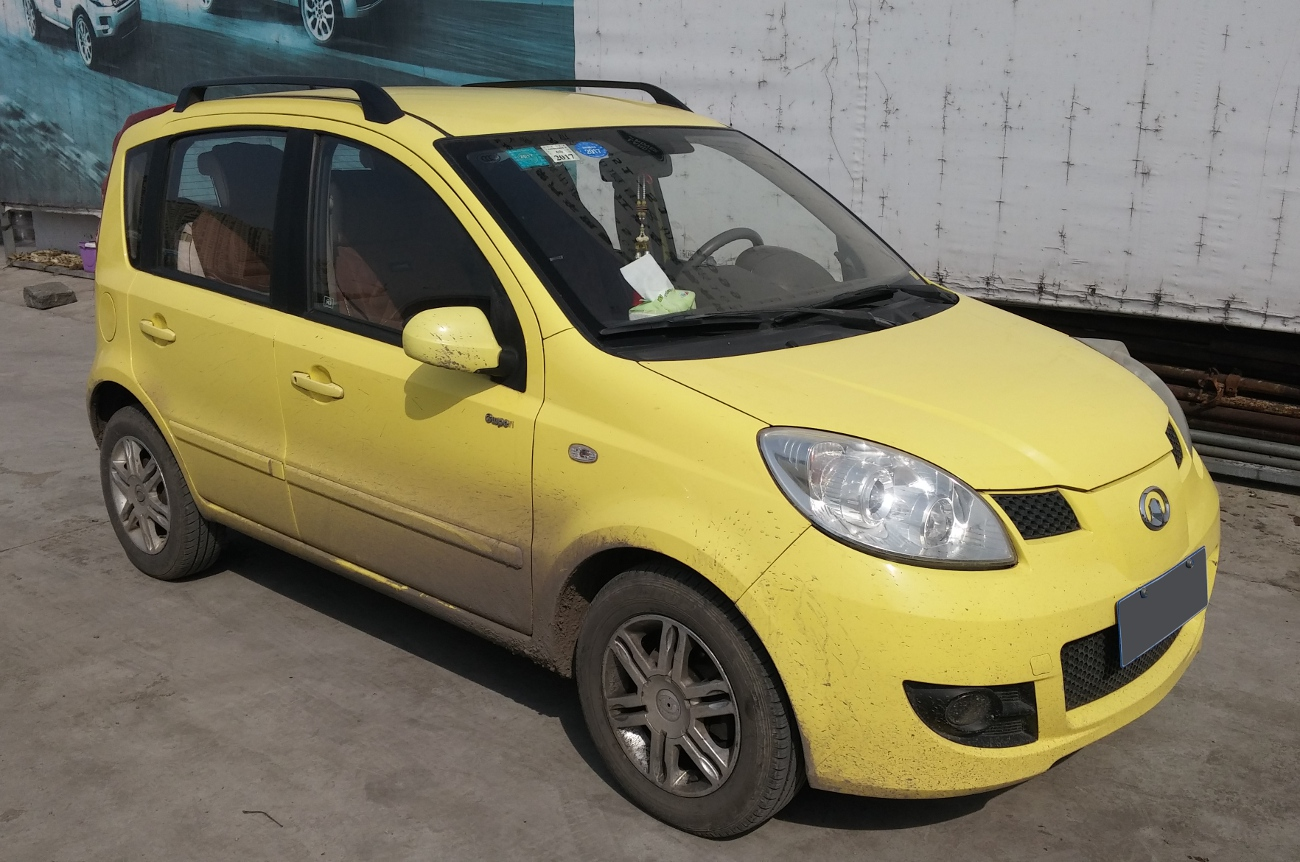
Great Wall Peri

Al Motor Show di Bologna del 2006, la casa cinese Great Wall Motors espone la Peri, modello con identica impostazione di vettura, identiche componenti e marcate analogie comuni all'automobile italiana, specie nel design. In seguito a un'ordinanza del tribunale di Torino, la casa cinese è stata condannata a una multa di 15.000 euro per ogni esemplare importato in Europa. Con decisione datata 29 dicembre 2008, un giudice dell'alta corte della provincia cinese dell'Hebei ha invece respinto l'appello con cui la casa automobilistica italiana accusava il costruttore cinese di aver copiato la Fiat Panda per realizzare la Peri. Da parte sua la Great Wall Motors ha rivendicato la propria vittoria con un comunicato trasmesso alla borsa di Hong Kong in cui si sottolinea che la sentenza è finale e conclusiva e nessun ulteriore appello può essere presentato in Cina.

## Nuovo modello
Nel 2012 viene sostituita dalla terza generazione, la cui produzione avviene stavolta in Italia, negli stabilimenti di Pomigliano d'Arco.